# Redmi 9A
Redmi 9A — смартфон, розроблений суббрендом Xiaomi Redmi, що відноситься до ультрабюджетного сегменту. Був представлений 30 червня 2020 року разом з Redmi 9C. 9 вересня в Іспанії був анонсований Redmi 9AT, що відрізняється присутністю другого мікрофону для кращого шумопоглинання. Також 15 вересня 2020 року в Індії був представлений Redmi 9i, що є версією Redmi 9A з більшою кількістю пам'яті. 28 вересня 2021 року в Індії були представлені Redmi 9A Sport та Redmi 9i Sport, що в основному відрізняється від звичайних моделей новими кольорами.

## Дизайн
Екран виконаний зі скла. Корпус смартфонів виконаний з пластику.
Знизу знаходяться роз'єм microUSB, динамік та мікрофон. Зверху розташований 3.5 мм аудіороз'єм (також другий мікрофон в Redmi 9AT). З лівого боку знаходиться слот під 2 SIM-картки і карту пам'яті формату MicroSD до 512 ГБ. З правого боку розміщені кнопки регулювання гучності та кнопка блокування смартфону.
Під основною камерою та спалахом знаходиться лінія на яку нанесений логотип Redmi.
В Україні Redmi 9A продавався в 3 кольорах: Granite Gray (чорний), Peacock Green (зелений) та Sky Blue (синій).
В Індії Redmi 9i продавався в 3 кольорах: Midnight Black (чорний), Nature Green (зелений) та Sea Blue (синій).
В Індії Redmi 9A Sport та 9i Sport продавалися в 3 кольорах: Carbon Black (чорний), Metallic Blue (сріблясто-синій) та Coral Green (зелено-синій).

## Технічні характеристики

### Платформа
Смартфони отримали процесор MediaTek Helio G25 та графічний процесор PowerVR GE8320.

### Акумулятор
Акумуляторна батарея отримала об'єм 5000 мА·год.

### Камера
Смартфони отримали основну камеру 13 Мп, f/2.2 з фазовим автофокусом та здатністю запису відео в роздільній здатності 1080p@60fps. Фронтальна камера отримала роздільність 5 Мп, світлосилу f/2.2 та здатність запису відео у роздільній здатності 1080p@30fps.

### Екран
Екран IPS LCD, 6.53", HD+ (1600 × 720) зі співвідношенням сторін 20:9, щільністю пікселів 269 ppi та краплеподібним вирізом під фронтальну камеру.

### Пам'ять
Redmi 9A продавався в комплектаціях 2/32, 3/32, 4/64, 4/128 та 6/128 ГБ. В Україні смартфон доступний тільки в комплектації 2/32 ГБ.
Redmi 9AT продавався в комплектації 2/32 ГБ.
Redmi 9A Sport продавався в комплектаціях 2/32 та 3/32 ГБ.
Redmi 9i та 9i Sport продавалися комплектаціях 4/64 та 4/128 ГБ.

### Програмне забезпечення
Смартфони випущені на MIUI 12 на базі Android 10. Пізніше моделі Redmi 9A на китайській та російській версіях MIUI були оновлені до MIUI 12.5 на базі Android 11.

## Ціна
Початкова ціна Redmi 9A складала 2999 грн.
Станом на 24 грудня 2021 року Redmi 9A можна придбати за ціною 3199 грн.